# 6×4 (transmisión)

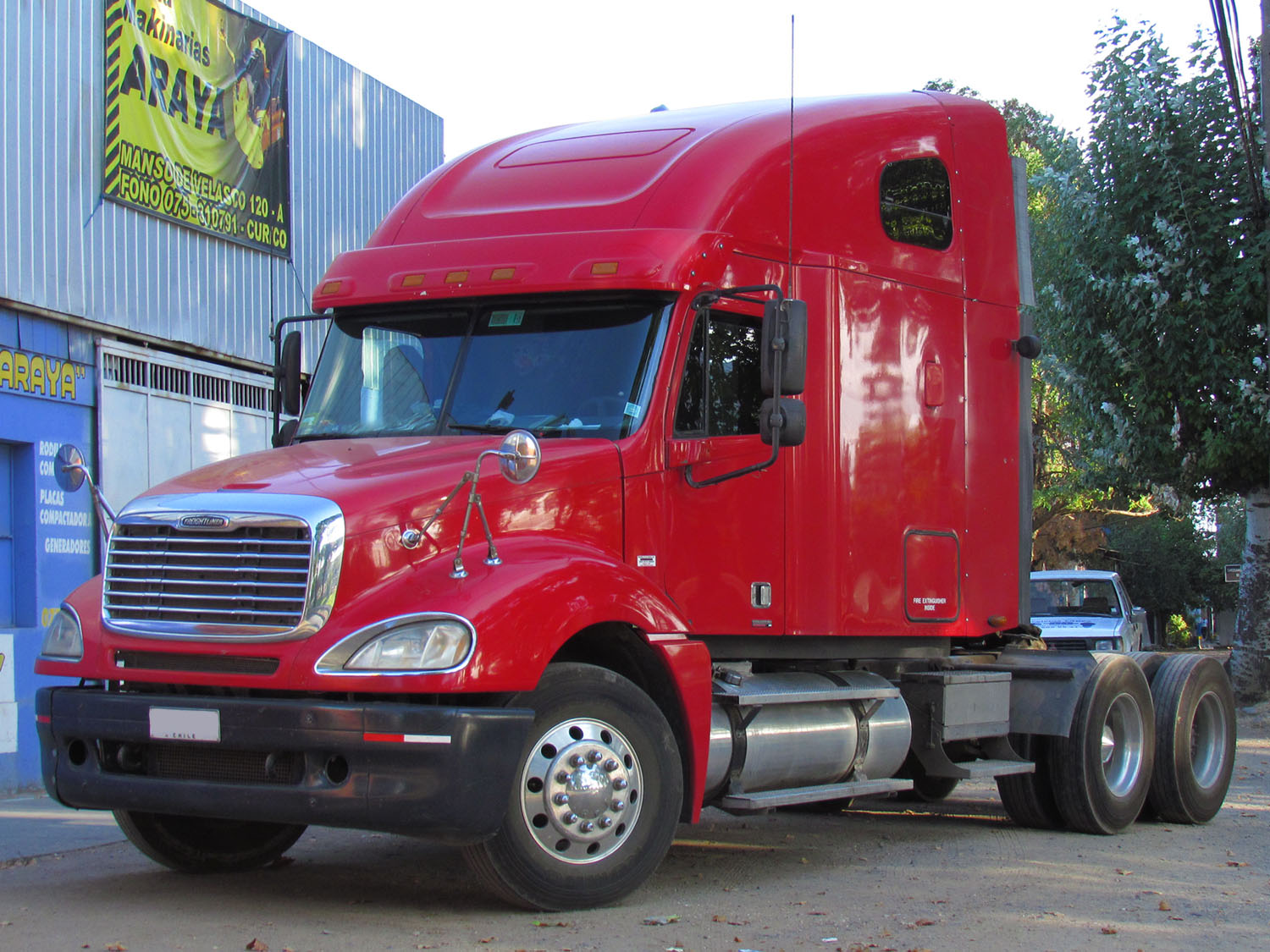
Típico tractocamión estadounidense 6×4.

La transmisión 6×4 (seis-por-cuatro) es empleada en un vehículo de tres ejes para impulsar las ruedas de dos de estos. Es una forma de tracción en las cuatro ruedas, pero no impulsa todas las ruedas del vehículo.
Es la forma de transmisión más común en tractocamiones y camiones para cargas pesadas en países como Estados Unidos y Australia; en Europa, las variantes 4×2 y 6×2 son más comunes. 